# 排角站
排角站（葡萄牙語：Estação de Pai Kok）是澳門輕軌氹仔線的中途站，位於氹仔望德聖母灣大馬路。本站為高架車站，2015年底平頂。受輕軌車廠工程嚴重延誤影響，此站延至2019年12月10日投入服務。車站附近有澳門銀河、澳門威尼斯人渡假村酒店等大型酒店度假村項目，也位於氹仔舊城區外圍，因此亦方便往來官也街、龍環葡韻住宅式博物館。

## 車站結構

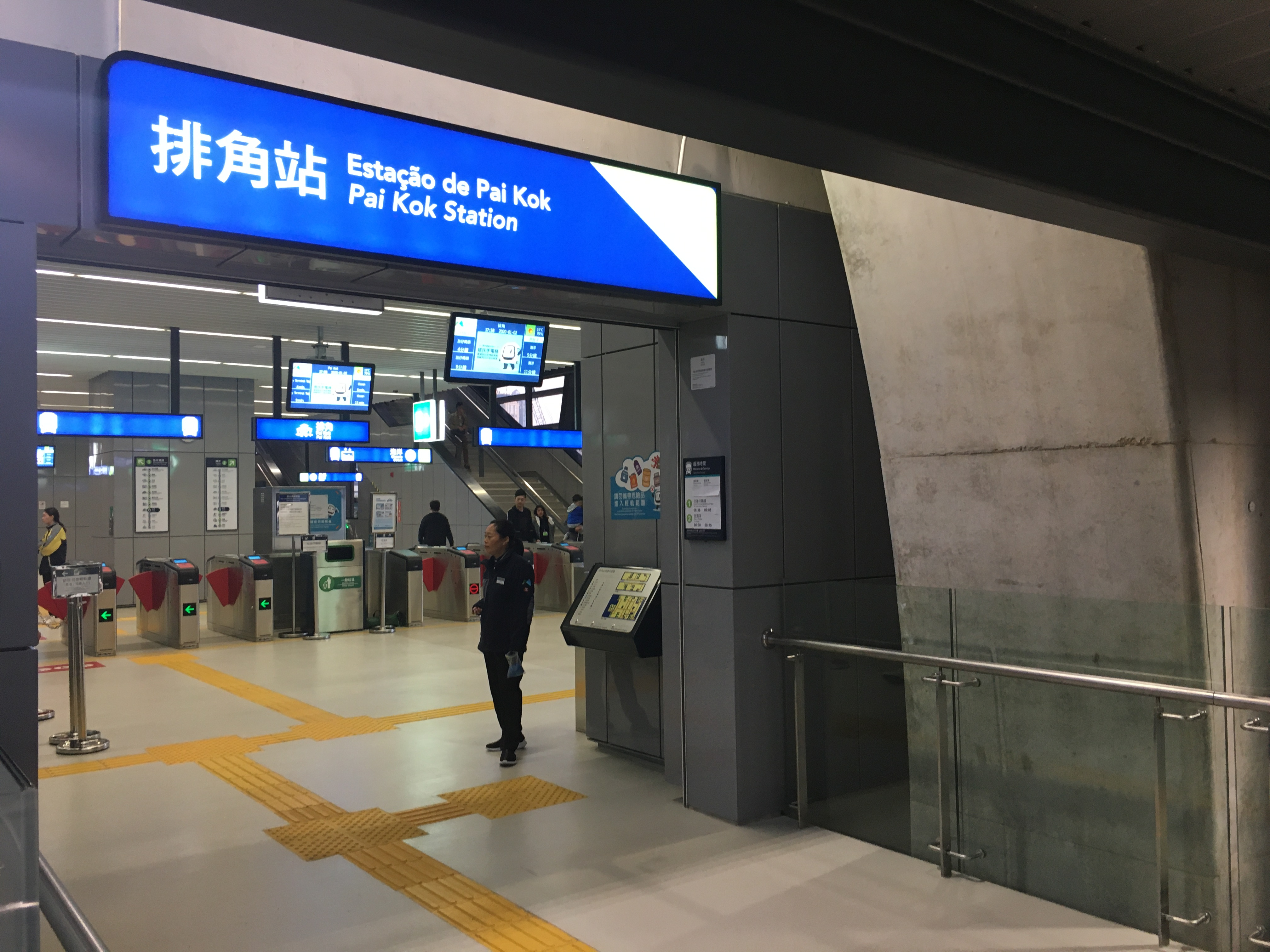
車站大堂入口

### 車站樓層
| 地上二層          | 月台   | \| 側式 · 開左邊车门 \| \| \| \| \| \| \| \| 氹仔線往氹仔碼頭（路氹西） \| 1 \| \| \| \| 2 \| 氹仔線往媽閣（運動場） \| \| \| \| 側式 · 開左邊车门 \| \| \| \| \| |   |  |
| 地上一層          | 大堂   | 客務中心、自動售票機、洗手間 |   |  |
| 地面              | 出入口 | |   |  |
| 側式 · 開左邊车门 |        | |   |  |
|                   |        | 氹仔線往氹仔碼頭（路氹西） | 1 |  |
|                   | 2      | 氹仔線往媽閣（運動場） |   |  |
| 側式 · 開左邊车门 |        | |   |  |

### 出入口
| 編號              | 指示方向   | 圖片 | 附近目的地 |
| ----------------- | ---------- | ---- | --- |
| A                 | 舊城區     |      | - 氹仔中葡學校 - 三育中學 - 氹仔牌坊 - 天后宮 - 路氹歷史館 - 北帝廟 - 鏡湖醫院氹仔醫療中心 - 聖公會氹仔青少年及家庭綜合服務中心 - 奧林匹克游泳館及體育中心 - 地堡街 |
| B                 | 酒店度假村 |      | - 澳門銀河 - 銀河酒店 - 澳門大倉酒店 - 澳門悅榕庄 - 蓮花海濱大馬路                                                                                                  |
| 註： 設有 \| 設有 |            |      | |

## 利用狀況
本站行人天橋於2019年3月15日啟用後，由於連接望德聖母灣大馬路兩旁行人道的斑馬線取消，再加上行人天橋連接官也街（氹仔舊城區）及澳門銀河，導致該處該處過路的居民、旅客較多，減少行人天橋下方道路經常出現人車爭路的情況。
本站自啟用後為氹仔線人流最多的車站，在正式收費的初期由於遇着澳門爆發COVID-19疫情，加上不支持澳門通直接拍卡進出站，導致出入本站的客流稀疏，但依然是氹仔線多客流出入的車站之一。在開通免費乘坐初期及2023年後，每逢周未和節假日吸引眾多旅客乘坐或體驗，由於自助售票機只支持澳門元現金購票，導致客戶服務中心在部分時段出現購票人龍的情況。
以2024年1月中旬為例，奧林匹克體育中心-運動場舉行兩場韓國男團大型戶外演唱會活動，由於運動場站在演唱會結束散場期間停用，本站出現客戶服務中心購票人龍兼人山人海“擠爆”的畫面，讓澳門坊間眾多社會人士都希望澳門輕軌售票系統加快引入手機二維碼支付或信用卡購票等方式。

## 車站周邊
半徑500米，由近至遠的公共設施及商業建築：
- 澳門銀河
- 氹仔中葡學校
- 澳門三育中學
- 氹仔天后宮
- 路氹歷史館
- 北帝廟
- 奧林匹克體育中心
- 氹仔黃營均圖書館
- 氹仔市政街市
- 奧林匹克體育中心-運動場（澳門運動場）
- 氹仔觀音堂
- 皇庭海景酒店
- 聖善學校
- 氹仔坊眾學校
- 鏡湖醫院氹仔醫療中心

## 接駁交通

### 巴士
T321 氹仔中葡小學（Escola Luso Chinesa da Taipa）
路線：11、15、22、28A、30、33、34
T364 望德聖母灣馬路／軍營（Est. Baia N. S. Esperança / Quartel）
路線：25B、26A、26AT、35、71S、72、MT1、MT3
T365 排角／銀河（Pai Kok / Galaxy）
路線：25B、26A、26AT、30X、35、72、MT1、MT3

### 酒店及娛樂場客運專車
- 上葡京 ↔ 氹仔舊城區

## 歷史
本站原稱舊城區站（葡萄牙語：Estação Vila da Taipa）。原站點位置於近學院路，後公佈的《輕軌系統第一期2009興建方案》調整至現時位置。
2011年9月14日，「輕軌一期氹仔市中心段建造工程」進行）公開招標競投。承建項目為輕軌一期氹仔市中心段的建造工程，即西灣大橋氹仔出入口至氹仔排角之間一段輕軌高架行車天橋，同時包括興建本站。
2012年2月21日，輕軌第一期氹仔市中心段動工，全段長近兩公里，設四車站，是首段開工的輕軌線。工程造價為四億八千九百萬元，工期至2015年5月。
2014年8月4日，本站開展建設工作，工期約十二個月。
2016年7月及11月，本站行人天橋開展結構吊裝工程。
2019年3月15日，因應氹仔線的建設已基本完成，並正推進系統相關測試工作。經運輸基建辦公室聯同項目顧問評估，本站與海洋站行人天橋率先開放予公眾使用。
2019年12月10日，氹仔線正式通車，本站亦同步投入服務。

## 工程相片

### 站體

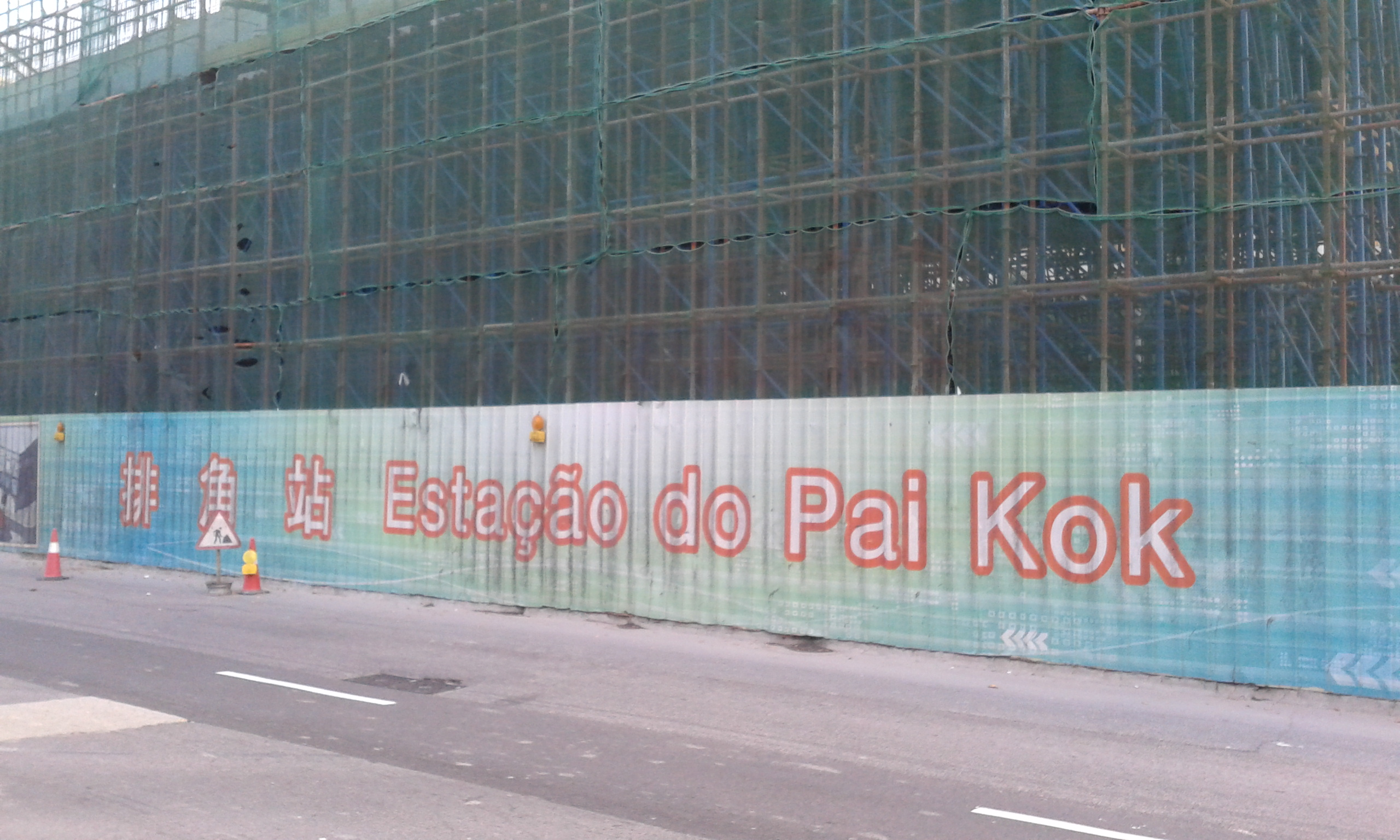
2015年2月
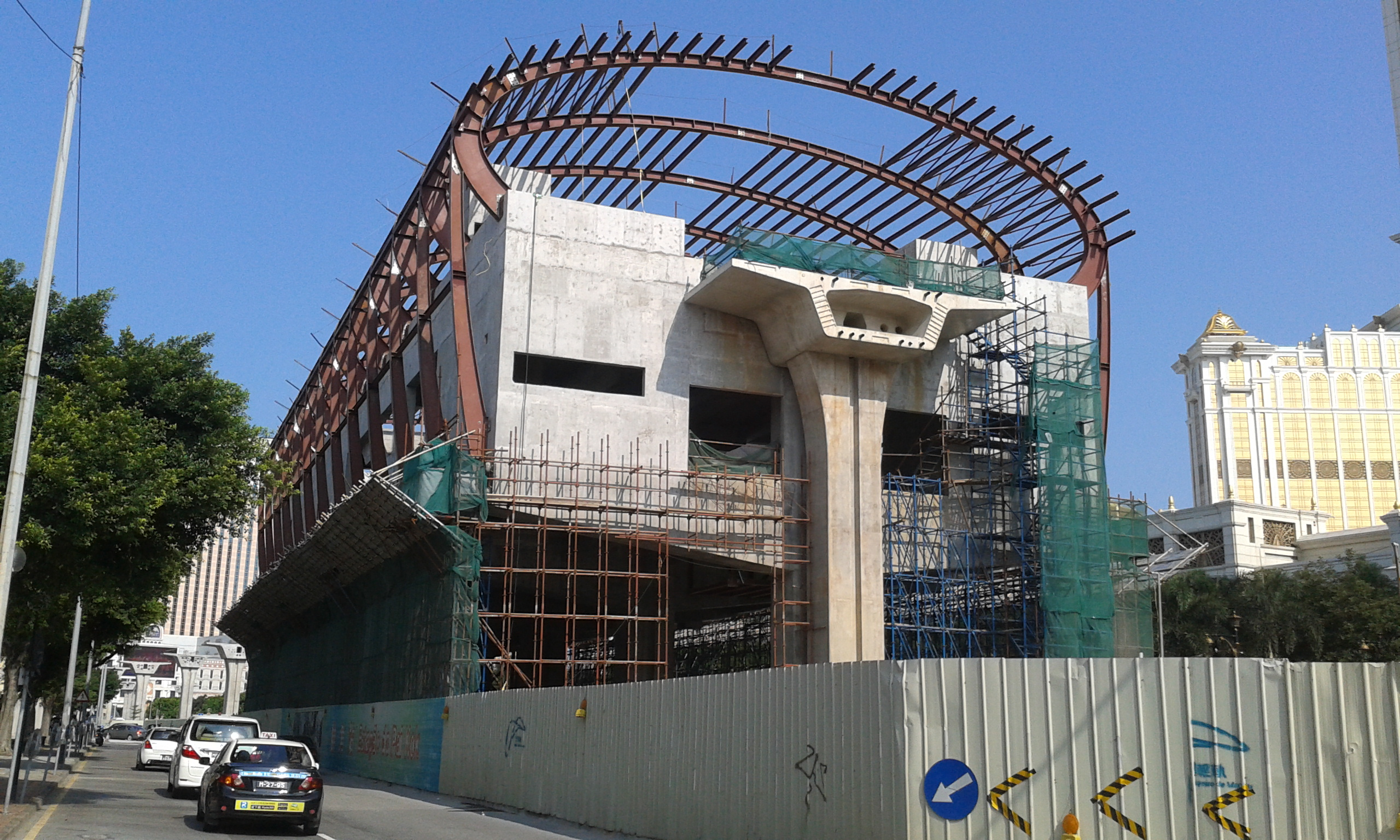
2015年7月
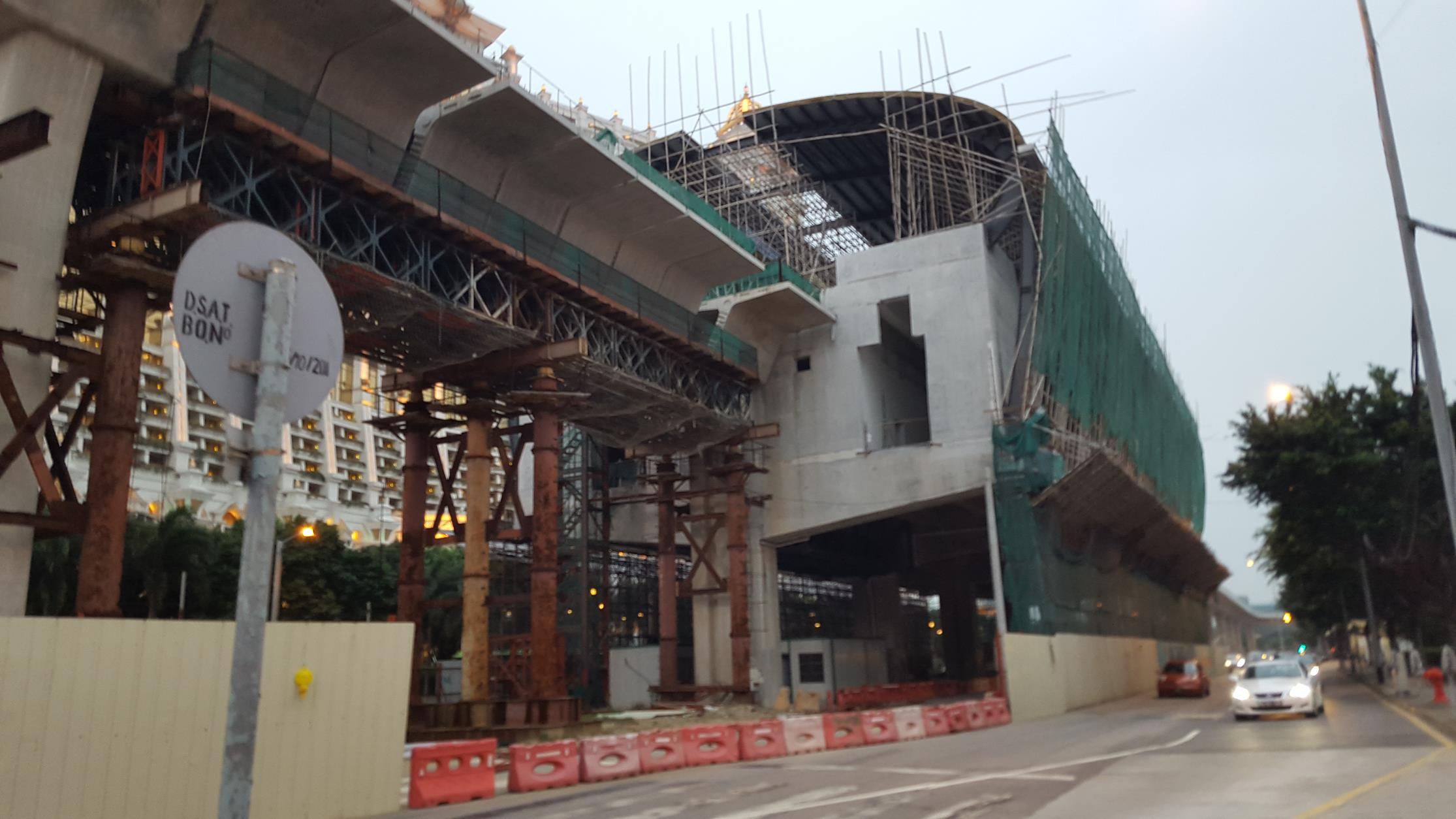
2016年2月
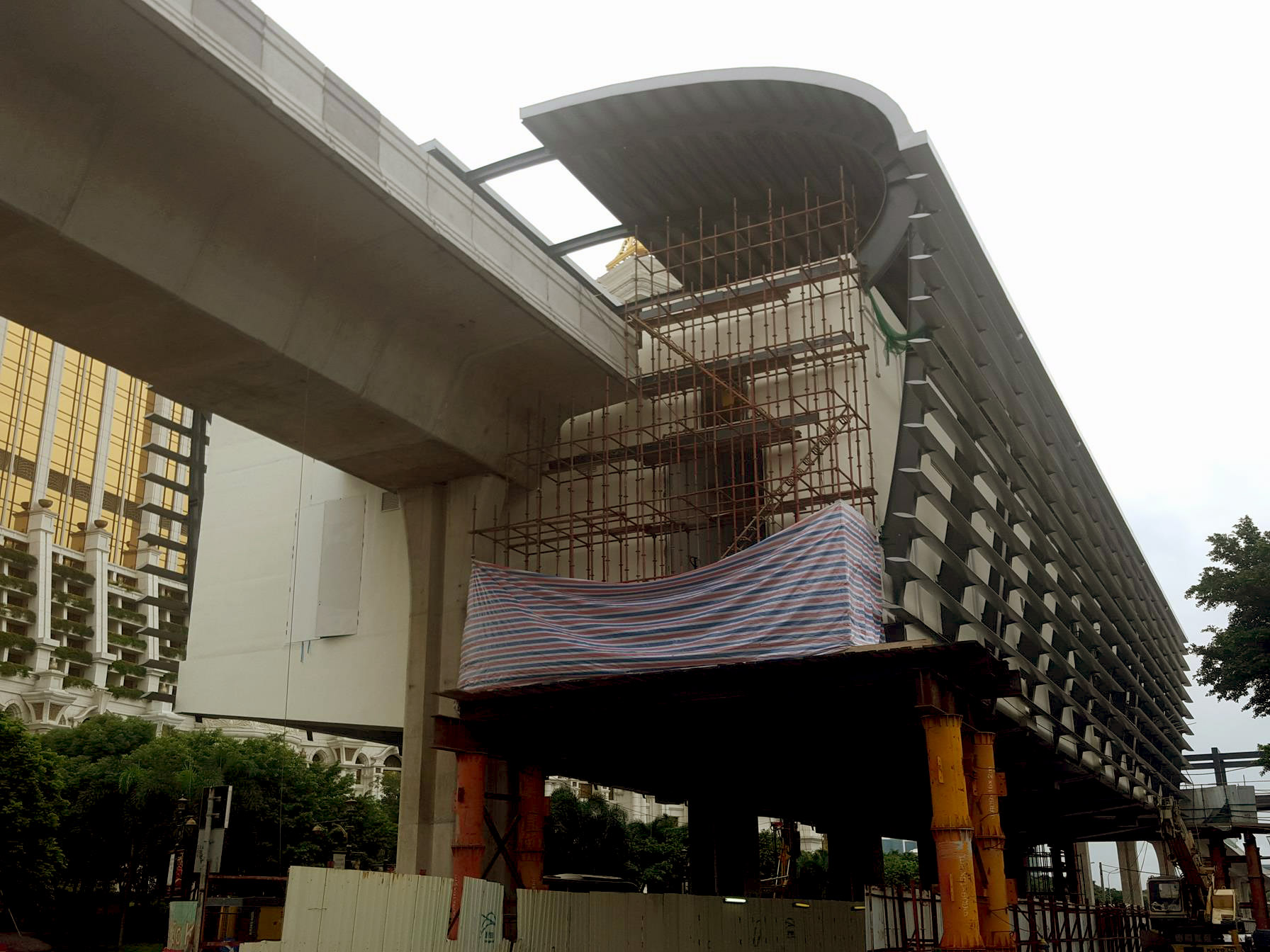
2016年9月
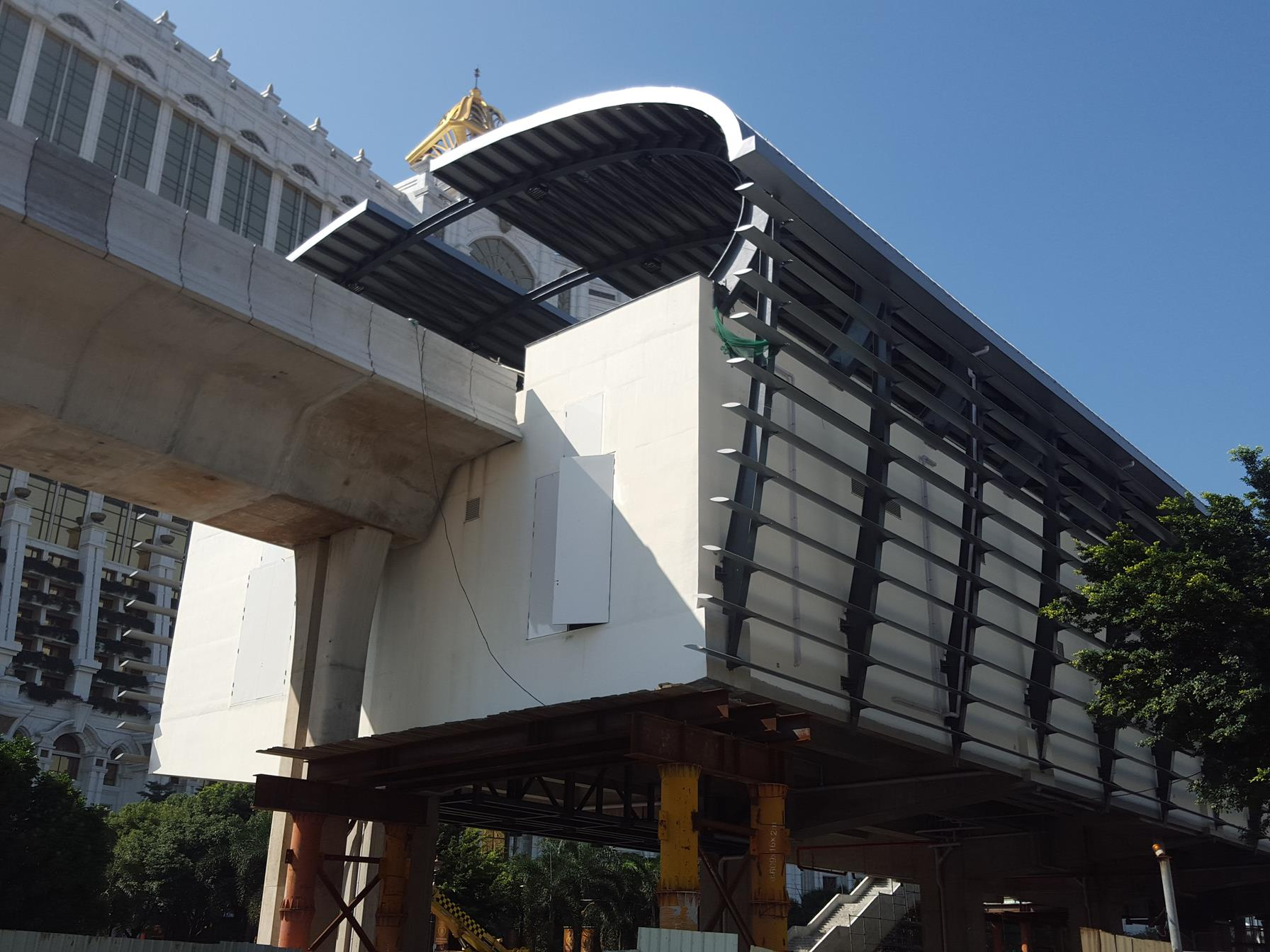
2016年11月

### 車站出入口

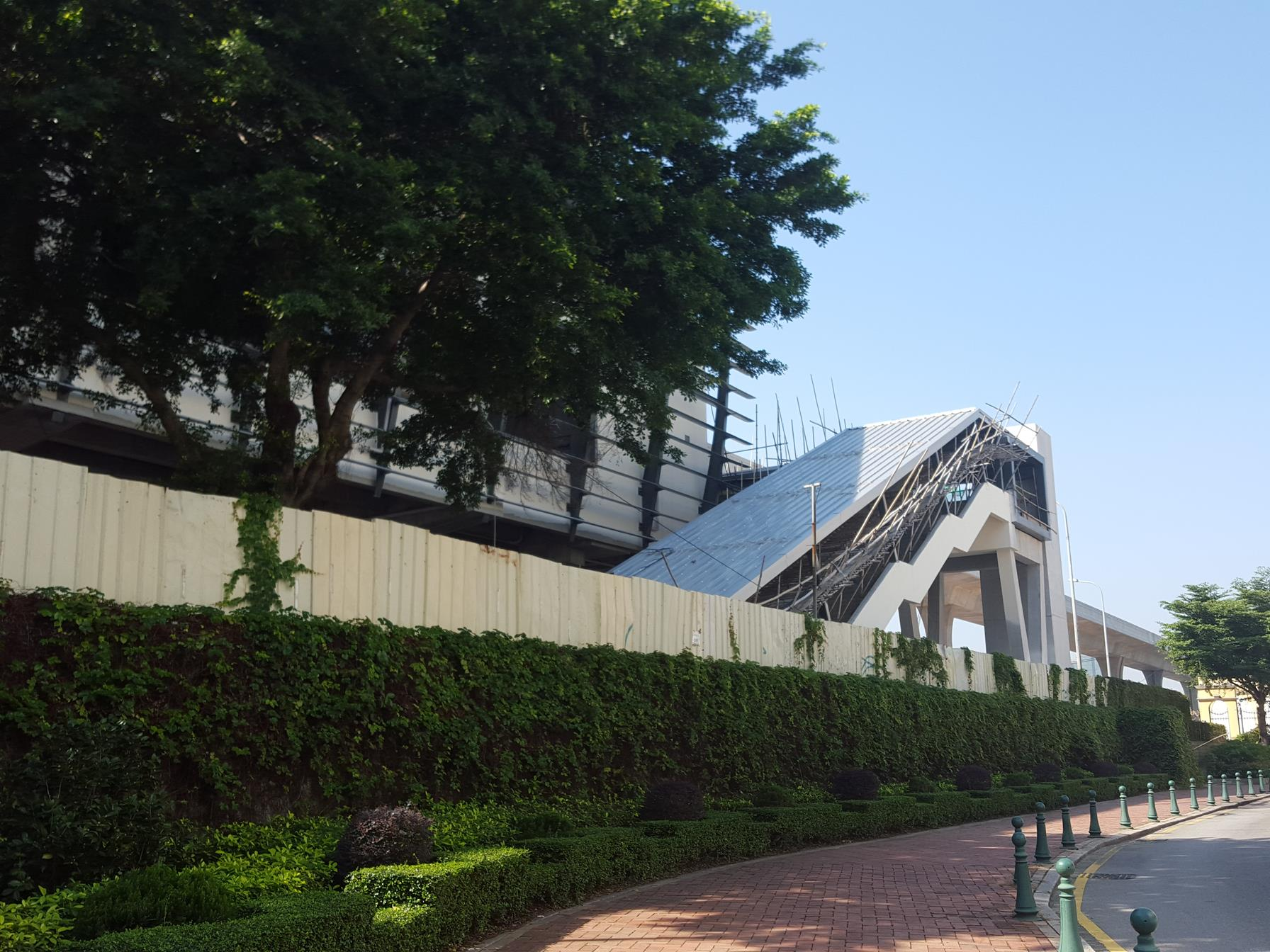
2016年11月

### 車站月台層

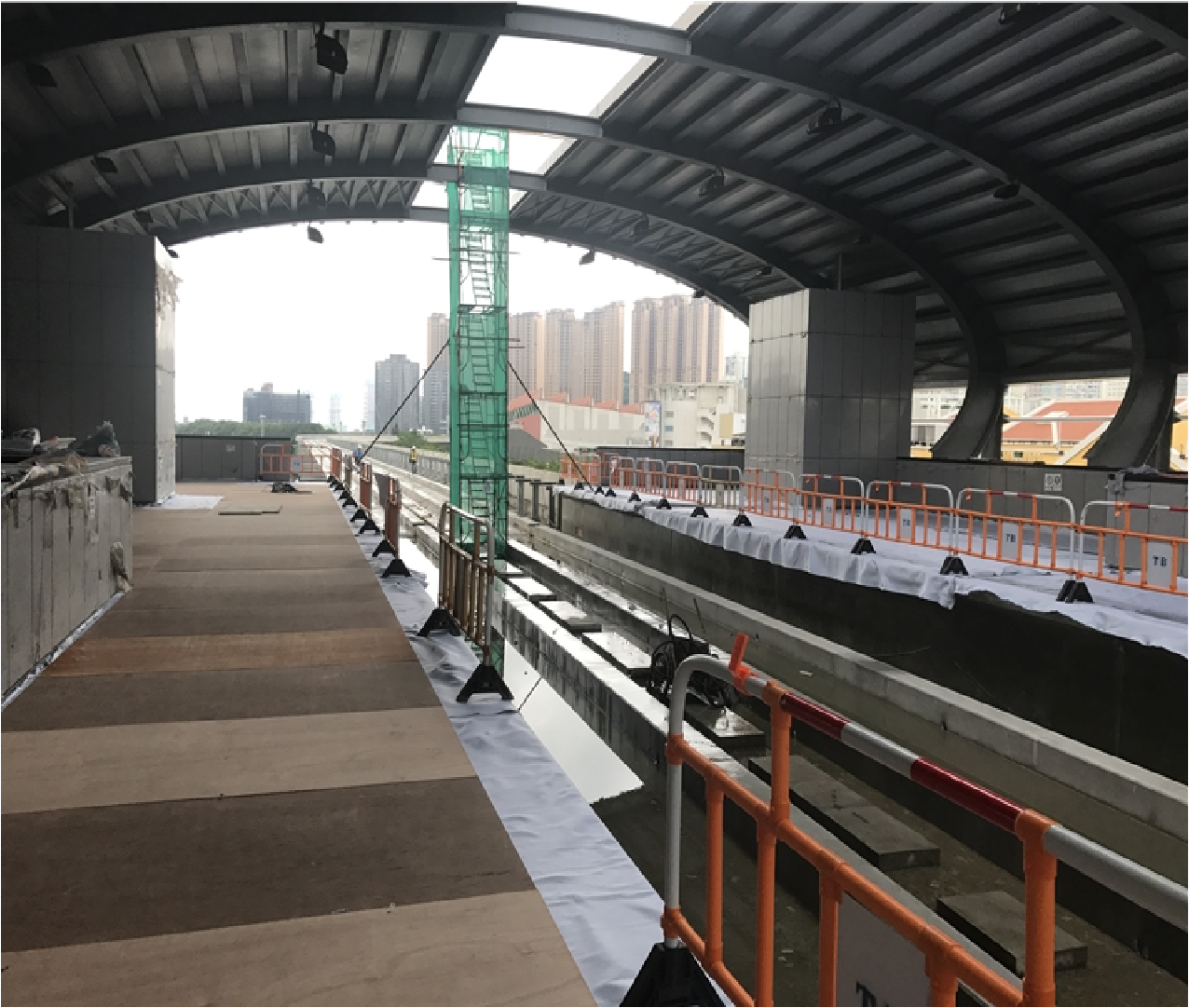
2017年7月

## 外部連結
- 澳門輕軌股份有限公司官方網站 （页面存档备份，存于）